# A. E. Housman

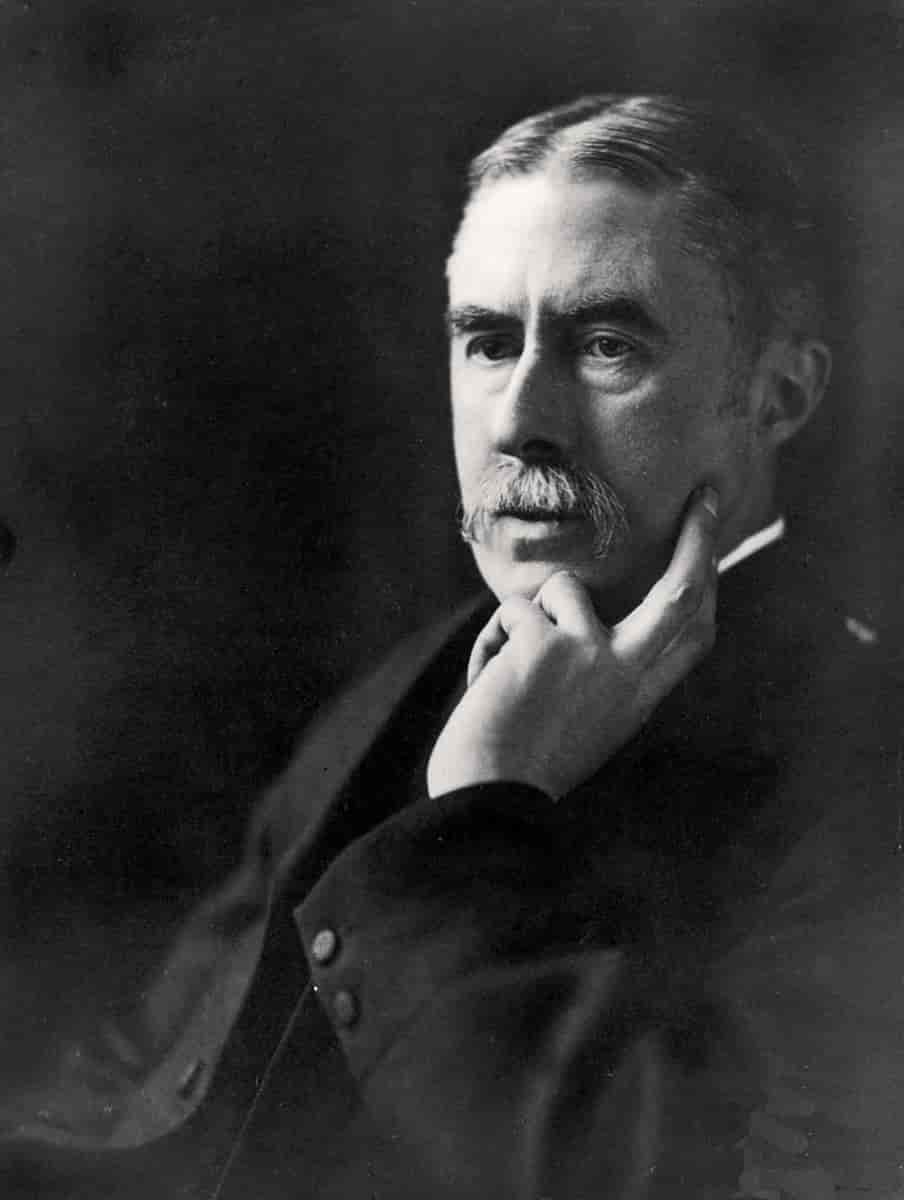
A. E. Housman (1910)

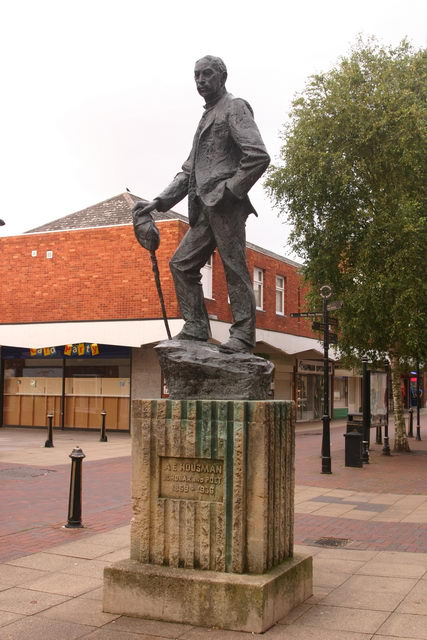
Skulptur von Housman in Bromsgrove

Alfred Edward Housman (* 26. März 1859 in Fockbury, Grafschaft Worcestershire; † 30. April 1936 in Cambridge), bekannt vor allem als A. E. Housman, war ein englischer Gelehrter und Dichter, der insbesondere durch seinen 1896 erschienenen Gedichtband A Shropshire Lad bekanntgeworden ist. Die darin enthaltenen Gedichte beschreiben die verlorene Jugend in ländlichen Gegenden Englands. Sie bedienen sich einer knappen, ausdrucksstarken Sprache und Symbolik. Dadurch waren sie bei englischen Komponisten des frühen 20. Jahrhunderts beliebt und wurden oft vertont. Housmans Gedichte sind eng mit der Epoche und mit Shropshire selbst verbunden.
Housman war einer der führenden Altphilologen seiner Zeit und ist als einer der größten Gelehrten aller Zeiten auf seinem Gebiet bezeichnet worden. Er erwarb sein Ansehen als Privatgelehrter und wurde auf Grund der Qualität seiner Veröffentlichungen zum Professor für Latein am University College London und später am Trinity College in Cambridge ernannt.

## Leben
Alfred Edward Housman wurde in Fockbury, einem Weiler in der Nähe von Bromsgrove in Worcestershire, als ältestes der sieben Kinder eines Anwalts geboren. Seine Mutter starb an seinem zwölften Geburtstag und ihr Platz wurde von seiner Stiefmutter Lucy eingenommen. Sie war eine ältere Cousine seines Vaters, die dieser 1873 heiratete. Sein Bruder Laurence Housman und seine Schwester Clemence Housman wurden auch Schriftsteller.
Housman besuchte die King Edward’s School in Birmingham und später die Bromsgrove School, wo er eine fundierte akademische Ausbildung erhielt und bereits Preise für seine Gedichte gewann. 1877 bekam er ein Stipendium für das St John’s College in Oxford, an dem er Altphilologie studierte. Obwohl Housman eher zurückhaltend war, knüpfte er enge Freundschaften zu seinen zwei Zimmergenossen, Moses Jackson und A. W. Pollard. Jackson wurde die Liebe seines Lebens, erwiderte aber Housmans Gefühle nicht, da er heterosexuell war. Obwohl Housman ein hervorragender Altphilologe war, gelang es ihm nicht, die für einen Abschluss vorausgesetzten Prüfungen zu bestehen. Der Grund für dieses Versagen ist ungeklärt. Es ist möglich, dass Housman sich überschätzte, manchen Fächern, die er für unwichtig hielt, zu wenig Aufmerksamkeit schenkte, zu viel Zeit mit Jackson verbrachte oder besorgt über die Krankheit seines Vaters war. Housman fühlte sich durch sein unerwartetes Versagen gedemütigt und war entschlossen, sein Genie zu verteidigen.
Als Jackson eine Anstellung im Patent Office in London erhielt, organisierte er für Housman dort ebenfalls einen Job. Bis 1885 teilten sie sich eine Wohnung mit Jacksons Bruder Adalbert, dann zog Housman in eine eigene Wohnung. Moses Jackson ging 1887 nach Indien und kehrte nur 1889 kurz nach England zurück, um zu heiraten. Housman erfuhr davon erst, nachdem das Paar das Land bereits verlassen hatte. Adalbert Jackson starb 1892. Housman setzte seine altsprachlichen Studien fort und schrieb Artikel über Autoren wie Horaz, Properz, Ovid, Aischylos, Euripides und Sophokles. Allmählich erhielt er ein so großes Ansehen, dass er 1892 zum Professor für Latein am University College London ernannt wurde. Viele Jahre später wurde der UCL Academic Staff Common Room zu seinem Andenken in Housman Room umbenannt.
Obwohl Housmans frühes Werk und seine Aufgaben als Professor sowohl Latein als auch Griechisch umfassten, begann er sich auf lateinische Poesie zu konzentrieren. Als er später gefragt wurde, warum er aufgehört habe, über griechische Gedichte zu schreiben, antwortete er „I found that I could not attain excellence in both“ (in etwa: „Ich fand, dass ich nicht in beidem herausragend sein konnte“). 1911 wurde er Kennedy Professor of Latin am Trinity College in Cambridge, wo er für den Rest seines Lebens blieb. Zwischen 1903 und 1930 veröffentlichte er seine kritische Ausgabe von Manilius’ Astronomica, 1905 auch Werke von Juvenal und 1926 von Lucan. Seine Kollegen enervierte er mit beleidigenden Angriffen auf deren wissenschaftliche Leistungen, seine Studenten trieb er in die Verzweiflung. Einzig Enoch Powell erlangte seine Aufmerksamkeit und Förderung – mit 25 Jahren auf den Lehrstuhl für Gräzistik an der Universität Sydney berufen, galt der große Polemiker als sein begabtester Schüler.
Housman fand seine wahre Berufung in altsprachlichen Studien und behandelte Poesie als zweitrangige Beschäftigung. Er sprach nie in der Öffentlichkeit über seine Gedichte, bis er 1933 eine Vorlesung (eine Leslie Stephen lecture) hielt – The Name and Nature of Poetry –, in der er die Auffassung vertrat, Poesie solle mehr die Emotionen als den Intellekt ansprechen. Er starb drei Jahre später im Alter von 77 Jahren in Cambridge. Seine Asche wurde unmittelbar neben den Mauern der St Laurence’s Church in Ludlow, Shropshire beigesetzt.

## Gedichte
A Shropshire Lad
In der Zeit, die er in London verbrachte, schrieb Housman seinen Gedichtband A Shropshire Lad, der 63 Gedichte umfasst. Weil mehrere Verleger seine Gedichte ablehnten, veröffentlichte er sie 1896 auf eigene Kosten. Sowohl seine Kollegen als auch seine Studenten waren überrascht, hatten sie doch nichts von Housmans dichterischer Tätigkeit gewusst. A Shropshire Lad verkaufte sich zunächst nur schleppend, wurde aber später ein großer Erfolg. Schon vor dem Ersten Weltkrieg wurden Housmans Gedichte oftmals von englischen Komponisten vertont und erlangten so einen größeren Bekanntheitsgrad. A Shropshire Lad wird seit Mai 1896 kontinuierlich gedruckt.
Die Gedichte sind durch einen starken Pessimismus und eine ständige Beschäftigung mit dem Tod gekennzeichnet, ohne dabei Trost in der Religion zu bieten. Housman schrieb die meisten von ihnen, während er in Highgate, London, lebte und bevor er jemals den von ihm beschriebenen Teil Shropshires, der ungefähr 30 Meilen von seiner Heimat entfernt lag, besucht hatte. Shropshire idealisierte er und bezeichnete es als sein 'land of lost content' (in etwa: 'Das Land vom verlorenen Glück'). Housman selbst bestätigte, dass seine Gedichte von den Liedern William Shakespeares, von den Scottish Border Ballads und Heinrich Heine beeinflusst waren, stritt aber jeglichen griechischen und lateinischen Einfluss ab.
Das Gedicht To an Athlete Dying Young aus A Shropshire Lad erlangte dadurch große Bekanntheit, dass es im Jahre 1985 in dem Film Jenseits von Afrika verwandt wurde: Karen Blixen (gespielt von Meryl Streep) verliest es darin in einer gekürzten Version während der Beerdigung von Denys Finch Hatton (Robert Redford).
Alice Munro hat eine ihrer Erzählungen in dem Band „Zu viel Glück“ nach „Der Grat von Wenlock“ („On Wenlock Edge“) benannt.

## Werke (Auswahl)
Gedichte
- 1896 A Shropshire Lad
- 1922 Last Poems
- 1936 More Poems
- 1939 Complete Poems

Klassische Philologie
- P. Ovidi Nasonis Ibis (1894)
- M. Manilii Astronomica (1903–1930; zweite Auflage 1937)
- D. Iunii Iuuenalis Saturae: editorum in usum edidit (1905; zweite Auflage 1931)
- M. Annaei Lucani, Belli Ciuilis Libri Decem: editorum in usum edidit (1926; zweite Auflage 1927)
- The Classical Papers of A. E. Housman. Edited by James Diggle and F. R. D. Goodyear (1972)
- William White: Housman’s Latin Inscriptions. In: The Classical Journal 1955, S. 159–166.

## Vertonungen
- George Butterworth: Six Songs from 'A Shropshire Lad' (1911)
- George Butterworth: Bredon Hill and other Songs from 'A Shropshire Lad' (1912)
- Ralph Vaughan Williams: On Wenlock Edge (1909), für Tenor, Klavier und Streichquartett, später orchestriert
- Ralph Vaughan Williams: Along the field (1927), für Tenor und Violine
- John Williams: Five Housman Settings and Other Jazz Works mit Jacqui Dankworth & New Perspectives Orchestra. 1996
- Malo Moray & His Inflatable Knee: „To A.E.H.“ (2020), Fragmente aus dem Gedicht ‚Stars I Have Seen Them Fall’ für Stimme, Live Electronics und Tonband.[2]
- Malo Moray & His Inflatable Knee: „Stars, I Have Seen Them Fall“ (2023) EP[3]

Der argentinische Komponist Juan María Solare hat folgende Gedichte von Housman vertont:
- Pope (1996) für Stimme Solo
- Lost content (2004) für Singstimme und Trommel